# Flashgal
Flashgal est un jeu vidéo de type beat them all développé et édité par Sega sur borne d'arcade en 1985.